# Werneuchen

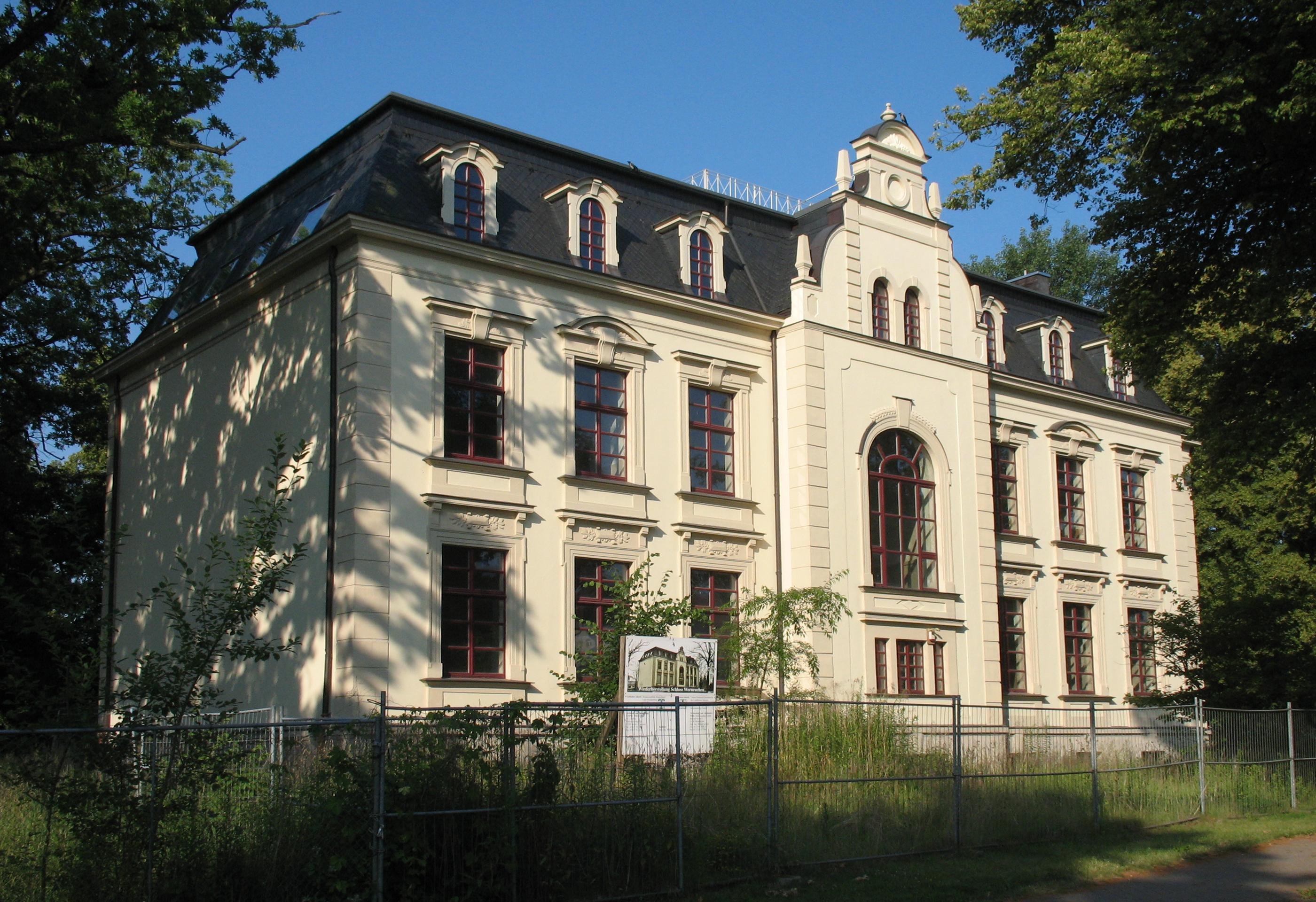

Werneuchen (pronunciación en alemán: /vɛɐ̯ˈnɔɪ̯çn̩/ⓘ) es un municipio del distrito de Barnim, en Brandeburgo (Alemania). La mayoría de la población de Werneuchen conmuta a Berlín.[cita requerida]